# Szohág
Szohág vagy Szuhág (arabul: سوهاج, angolul: Sohag) város Egyiptomban, Aszjúttól kb. 130 km-re, Kairótól kb. 470 km-re délre, a Nílus-völgyében. Az azonos nevű kormányzóság székhelye. Lakossága kb. 200 000 fő volt 2012-ben. Kereskedelmi, közigazgatási, kulturális és textilipari központ. 
A várossal szemben, a Nílus túloldalán áll Akhmím ősi települése. A fáraók korában Ipunak vagy Khemmínnek nevezték, a görögök Panapolisznak. A környékbeli nekropoliszokból több sztéle és szarkofág került a kairói Egyiptomi Múzeumba.
A sivatag határán áll két híres kopt kolostor. A várostól 5 km-re nyugatra a Fehér Kolostor található (Deir el-Abjad), amely 5. századi alapítású. Felbecsülhetetlen értékű kéziratok kerültek innen európai gyűjteményekbe. Innen kb. 4 km-re ÉNy-ra áll a Vörös Kolostor (Deir el-Ahmar). Alapítása a 4. századra tehető. 
2010-ben adták át a város repülőterét, a szohági nemzetközi repülőteret.

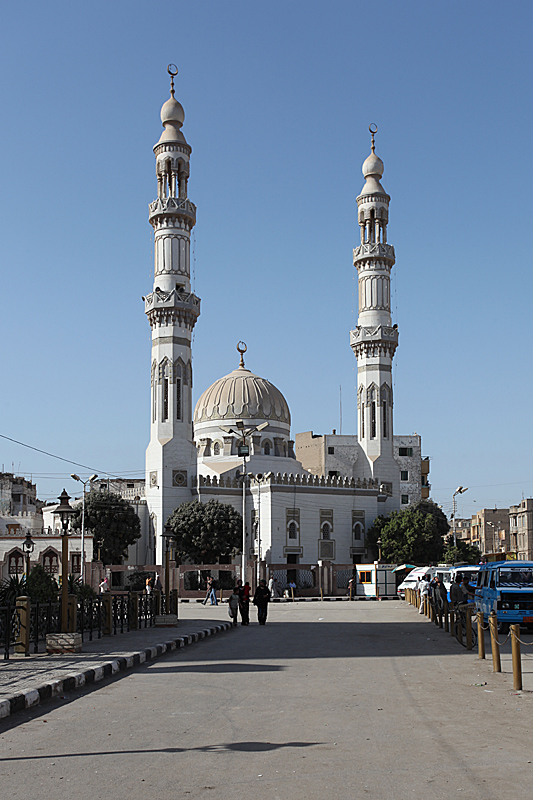
Sidi Arif-mecset

## Fordítás
Ez a szócikk részben vagy egészben  a   Sohag című angol Wikipédia-szócikk fordításán alapul.  Az eredeti cikk szerkesztőit annak laptörténete sorolja fel. Ez a jelzés csupán a megfogalmazás eredetét és a szerzői jogokat jelzi, nem szolgál a cikkben szereplő információk forrásmegjelöléseként.